# كايلا جورج
كايلا جورج (بالإنجليزية: Cayla George) مواليد 1 مايو 1989 في جنوب أستراليا، هي لاعبة كرة سلة أسترالية. بدأت مسيرتها الاحترافية في سنة 2005. تلعب مع فينيكس ميركوري في دوري الاتحاد الوطني لكرة السلة النسائية كلاعب وسط. وتحمل الرقم 23. يبلغ طولها 6 قدم 4 بوصة (1.9 م). مثلت منتخب بلادها. شاركت في دورة الألعاب الأولمبية الصيفية سنة 2016. حققت المركز الثالث في كأس العالم لكرة السلة للسيدات 2014.

## سجل المنافسة
شاركت في المنافسات التالية:
- الألعاب الأولمبية الصيفية 2016
- كأس العالم لكرة السلة للسيدات 2014

## الميداليات
| الميدالية | المسابقة                           |
| --------- | ---------------------------------- |
| برونزية   | كأس العالم لكرة السلة للسيدات 2014 |

## روابط خارجية
- كايلا جورج على موقع الاتحاد الدولي لكرة السلة (الإنجليزية)
- كايلا جورج على موقع الاتحاد الوطني لكرة السلة النسائية (الإنجليزية)
- كايلا جورج على موقع كرة السلة الأوروبية.كوم (الإنجليزية)
- كايلا جورج على موقع بروبوليرز (الإنجليزية)
- كايلا جورج على موقع سبورتس رفرنس (الإنجليزية)
- كايلا جورج على موقع سبورتس رفرنس (الإنجليزية)
- كايلا جورج على موقع اللجنة الأولمبية الدولية (الإنجليزية)
- كايلا جورج على موقع أوليمبيديا (الإنجليزية)
- كايلا جورج على موقع اللجنة الأولمبية الأسترالية (الإنجليزية)